# العلاقات العراقية الوسط إفريقية
العلاقات العراقية الوسط أفريقية هي العلاقات الثنائية التي تجمع بين العراق وجمهورية أفريقيا الوسطى.

## مقارنة بين البلدين
هذه مقارنة عامة ومرجعية للدولتين:
| وجه المقارنة                                              | العراق                       | جمهورية أفريقيا الوسطى      |
| --------------------------------------------------------- | ---------------------------- | --------------------------- |
| المساحة (كم2)                                             | 437.07 ألف                   | 622.98 ألف                  |
| عدد السكان (نسمة)                                         | 38.27 مليون                  | 4.66 مليون                  |
| الكثافة السكانية (ن./كم²)                                 | 87.56                        | 7.48                        |
| العاصمة                                                   | بغداد                        | بانغي                       |
| اللغة الرسمية                                             | اللغة العربية، اللغة الكردية | لغة فرنسية، اللغة السانغوية |
| العملة                                                    | دينار عراقي                  | فرنك وسط أفريقي             |
| الناتج المحلي الإجمالي (بليون دولار)                      | 197.72 مليار                 | 1.95 مليار                  |
| الناتج المحلي الإجمالي (تعادل القوة الشرائية) بليون دولار | 560.73 مليار                 | 3.03 مليار                  |
| الناتج المحلي الإجمالي الاسمي للفرد دولار أمريكي          | 4.94 ألف                     | 323                         |
| الناتج المحلي الإجمالي للفرد دولار أمريكي                 | 15.06 ألف                    | 594                         |
| مؤشر التنمية البشرية                                      | 0.654                        | 0.350                       |
| رمز المكالمات الدولي                                      | +964                         | +236                        |
| رمز الإنترنت                                              | .iq                          | .cf                         |
| المنطقة الزمنية                                           | ت ع م+03:00، ت ع م+04:00     | ت ع م+01:00                 |

## منظمات دولية مشتركة
يشترك البلدان في عضوية مجموعة من المنظمات الدولية، منها:
| علم المنظمة | اسم المنظمة                        | تاريخ انضمام العراق | تاريخ انضمام جمهورية أفريقيا الوسطى |
| ----------- | ---------------------------------- | ------------------- | ----------------------------------- |
|             | مؤسسة التنمية الدولية              | 29 ديسمبر 1960      | 27 أغسطس 1963                       |
|             | يونسكو                             | 21 أكتوبر 1948      | 11 نوفمبر 1960                      |
|             | وكالة ضمان الاستثمار متعدد الأطراف | 6 أكتوبر 2008       | 8 سبتمبر 2000                       |
|             | الأمم المتحدة                      | 21 ديسمبر 1945      | 20 سبتمبر 1960                      |
|             | الاتحاد البريدي العالمي            | ?                   | ?                                   |
|             | البنك الدولي للإنشاء والتعمير      | 27 ديسمبر 1945      | 10 يوليو 1963                       |
|             | الاتحاد الدولي للاتصالات           | 12 نوفمبر 1928      | 2 ديسمبر 1960                       |
|             | منظمة حظر الأسلحة الكيميائية       | ?                   | ?                                   |
|             | مؤسسة التمويل الدولية              | 27 ديسمبر 1956      | 1 أبريل 1991                        |
|             | منظمة الشرطة الجنائية الدولية      | ?                   | ?                                   |

## وصلات خارجية
- موقع وزارة الخارجية العراقية